# 揚·約瑟夫·李佛思
揚·約瑟夫·李佛思（德語：Jan Josef Liefers，1964年8月8日—），他是德國著名男演員，同時也兼具導演、製片人及音樂家的身分。曾出演過《敲开天堂的门》。2008年，他在德國電視頻道DMAX演出《70° West - Entscheidung in Peru》這部電影。另外，他在2004年娶安娜·露絲為妻。

## 影視作品列表
- 1970年，《犯罪現場 （页面存档备份，存于）》
- 1997年，《敲開天堂的門》
- 2012年，《吹牛伯爵歷險記（英语：Baron Münchhausen）》
- 2014年，《腦海甜蜜蜜（英语：Head Full of Honey）》
- 2016年，《昨日盛開的花朵（英语：The Bloom of Yesterday）》
- 2016年，《四個大盜（英语：Vier gegen die Bank (2016 film)）》
- 2017年，《青春期》